# A
A je první písmeno většiny abeced, latinské i české abecedy. Je to samohláska.
Podoba písmene pochází ze starověkých pasteveckých kultů. Z původního piktogramu býčí hlavy se v protosinajském písmu vyvinula stylizovaná podoba trojúhelníku postaveného na špičku a zakončeného rohy. Tu přejali Féničané v podobě pootočené o devadesát stupňů. Znak dostal název aluph, což znamená „vládce“ a dokazuje význam hovězího dobytka v tehdejší společnosti, proto se stal také prvním písmenem abecedy. Z něj se vyvinulo hebrejské písmeno alef, řecké alfa a latinské A, posunuté o dalších devadesát stupňů, takže rohy směřují dolů.

## Významy

### A
Astronomie
označení jedné ze spektrálních tříd hvězd
Biochemie
aminokyselina alanin
DNA báze adenin
nukleotid adenosin
Doprava
Označení vozidel přepravujících odpad
Elektrotechnika
označení standardní velikosti elektrického článku ve tvaru válce o průměru 17 mm a délce 50 mm (tzv. „tužková baterie“)
kladná elektroda – anoda
Formát papíru
řada formátů o poměru stran 1:√2, do níž patří např. běžný formát A4
Fyzika
značka pro nukleonové číslo
značka pro elektrochemický ekvivalent látky
jednotka elektrického proudu (Ampér)
Hudba
alt v partituře
značka pro akord A dur
Hudební průmysl
první, u singlů důležitější, strana desky
název rockové skupiny ze Spojeného království
název alba skupiny Jethro Tull z roku 1980
Chemie
nukleonové číslo
Informatika
<A> je ve značkovacím jazyce HTML element pro hypertextový odkaz
A:\ je konvenční označení první disketové mechaniky v operačních systémech založených na CP/M, jako třeba DOS
Jednotky
v soustavě SI značka základní jednotky elektrického proudu – Ampér
Karty
označení pro karetní eso
Kinematografie
italský film z roku 1969
Lékařství
jedna z krevních skupin
Matematika
obvykle zapisováno {\displaystyle \mathbb {A} } někdy označuje množinu algebraických čísel
logická operace {\displaystyle \wedge }
Mezinárodní poznávací značka
Rakousko (z anglického Austria)
Nutriologie
vitamín – retinol
Potravinářství
vejce – největší velikost slepičích vajec
Poezie
stěžejní dílo Louise Zukofského
Politologie
A v kroužku je anarchistický symbol – , jde zapsat v unicode jako U+24B6 – Ⓐ
Registrační značka vozidel
Praha
Sport
nejlepší sportovní tým v daném sportovním klubu – "A-tým" neboli áčko
v hokeji označení na dresu náhradního kapitána (z anglického alternate)
Šestnáctková soustava (a další číselné soustavy o základu větším než 10)
číslice 10
Anglosaské vzdělávání
nejlepší známka (odpovídající českému stupni výborně)
Veřejná doprava
Linka A
Železnice
vůz první třídy Vůz A ČD

### a
Angličtina
neurčitý člen
Čeština
spojka
Fyzika
značka veličiny zrychlení
označení mezonů s neutrální vůní, izospinem 1 a kladnou paritou i C-paritou, tvořených pouze kvarky/antikvarky u a d
Geometrie
při aplikaci Pythagorovy věty ve tvaru c2 = a2 + b2 odvěsnu pravoúhlého trojúhelníku
v trojúhelníku stranu protilehlou k vrcholu A
v mnohoúhelnících o 4 a více vrcholech stranu mezi vrcholy A a B
Hudba
nota
Informatika
<a> je ve značkovacích jazycích HTML a XHTML element pro hypertextový odkaz
Jednotky
v soustavě SI značka předpony pro 10−18 (atto-)
značka jednotky plochy ar – 100 m²
značka ne-SI jednotky času annus (též annum) – 1 rok
Řečtina a další jazyky (vesměs u převzatých slov)
a- je předpona znamenající „ne-“
Železnice
čtyřnápravový vůz (k r. 1971)
třínápravový vůz (do roku 2000)
dvounápravový vůz (od roku 2001)

### ª
| Znak            | ª                          | ª                          |
| --------------- | -------------------------- | -------------------------- |
| Název v Unicodu | Feminine ordinal indicator | Feminine ordinal indicator |
| Kódování        | dec                        | hex                        |
| Unicode         | 170                        | U+aa                       |
| UTF-8           | 194 170                    | c2 aa                      |
| Číselná entita  | &#170;                     | &#xaa;                     |
| Názvová entita  | &ordf;                     | &ordf;                     |

Symbol
ženský indikátor rodu
| Znak            | ⒜                                  | ⒜                                  | Ⓐ                              | Ⓐ                              | ⓐ                            | ⓐ                            | 🄐                                    | 🄐                                    | 🄰                              | 🄰                              | 🅐                                       | 🅐                                       | 🅰                                       | 🅰                                       |
| --------------- | ---------------------------------- | ---------------------------------- | ------------------------------ | ------------------------------ | ---------------------------- | ---------------------------- | ------------------------------------ | ------------------------------------ | ------------------------------ | ------------------------------ | --------------------------------------- | --------------------------------------- | --------------------------------------- | --------------------------------------- |
| Název v Unicodu | Parenthesized latin small letter a | Parenthesized latin small letter a | Circled latin capital letter A | Circled latin capital letter A | Circled latin small letter a | Circled latin small letter a | Parenthesized latin capital letter A | Parenthesized latin capital letter A | Squared latin capital letter A | Squared latin capital letter A | Negative circled latin capital letter A | Negative circled latin capital letter A | Negative squared latin capital letter A | Negative squared latin capital letter A |
| Kódování        | dec                                | hex                                | dec                            | hex                            | dec                          | hex                          | dec                                  | hex                                  | dec                            | hex                            | dec                                     | hex                                     | dec                                     | hex                                     |
| Unicode         | 9372                               | U+249c                             | 9398                           | U+24b6                         | 9424                         | U+24d0                       | 127248                               | U+1f110                              | 127280                         | U+1f130                        | 127312                                  | U+1f150                                 | 127344                                  | U+1f170                                 |
| UTF-8           | 226 146 156                        | e2 92 9c                           | 226 146 182                    | e2 92 b6                       | 226 147 144                  | e2 93 90                     | 240 159 132 144                      | f0 9f 84 90                          | 240 159 132 176                | f0 9f 84 b0                    | 240 159 133 144                         | f0 9f 85 90                             | 240 159 133 176                         | f0 9f 85 b0                             |
| UTF-16          | 9372                               | 249c                               | 9398                           | 24b6                           | 9424                         | 24d0                         | 55420 56592                          | d87c dd10                            | 55420 56624                    | d87c dd30                      | 55420 56656                             | d87c dd50                               | 55420 56688                             | d87c dd70                               |
| Číselná entita  | &#9372;                            | &#x249c;                           | &#9398;                        | &#x24b6;                       | &#9424;                      | &#x24d0;                     | &#127248;                            | &#x1f110;                            | &#127280;                      | &#x1f130;                      | &#127312;                               | &#x1f150;                               | &#127344;                               | &#x1f170;                               |

## Výskyty vjazycích
řazeno podle pořadí v Unicode

### Tvary sdiakritikou
Àà (čárka nad vlevo)
francouzština, italština, katalánština, pinyin, portugalština, velština
Áá (čárka nad vpravo)
čeština, faerština, islandština, italština, katalánština, pinyin, portugalština, slovenština, španělština, velština
Ââ (vokáň)
francouzština, portugalština, rumunština, velština, vietnamština
Ãã (tilda)
portugalština, vietnamština
Ää (dvě tečky)
estonština, finština, němčina, slovenština, švédština, velština
Åå (kroužek nad)

dánština, finština (slova přejatá ze švédštiny), norština, švédština
Āā (pomlčka nad)
havajština, lotyština, žemaitština, pinyin, rōmaji, staroangličtina
Ăă (kulatý háček)
rumunština, vietnamština
Ąą (ocásek vpravo)

polština, litevština, kašubština, creekština, navažština, západní apačština, čirikavština, meskalero-čirikavština, hocąkština, gwich'inština, tutčonština a elvdalština
Ǎǎ (háček)
pinyin
Ȃȃ (obrácený kulatý háček)
vietnamština
Ạạ (tečka pod)
vietnamština
Ảả (háček nad)
vietnamština
Ấấ (vokáň a čárka nad vpravo)
vietnamština
Ầầ (vokáň a čárka nad vlevo)
vietnamština
Ẩẩ (vokáň a háček nad)
vietnamština
Ẫẫ (vokáň a tilda)
vietnamština
Ậậ (vokáň a tečka pod)
vietnamština
Ắắ (kulatý háček a čárka nad vpravo)
vietnamština
Ằằ (kulatý háček a čárka nad vlevo)
vietnamština
Ẳẳ (kulatý háček a háček nad)
vietnamština
Ẵẵ (kulatý háček a tilda)
vietnamština
Ặặ (kulatý háček nad a tečka pod)
vietnamština

### Spřežky
Ææ (spřežka AE)
dánština, faerština, islandština, norština, staroangličtina
Ǣǣ (spřežka AE, pomlčka nad)
staroangličtina
Ǽǽ (spřežka AE, čárka nad vpravo)
staroangličtina